# Josef Antonín Šrůtek
Josef Antonín Šrůtek, křtěný Josef (2. září 1822 Náchod – 21. června 1901 Hradec Králové) byl římskokatolický kněz, překladatel, spisovatel, novinář, velký vlastenec a příbuzný litoměřického biskupa Hurdálka.

## Životopis
Narodil se 2. září 1822 v Náchodě v rodině krupaře Antonína Šrůtka a jeho ženy Vincencie rodem Matějkové.. Studoval benediktinské gymnázium v Broumově, filozofii v Praze a od roku 1842 teologii v Hradci Králové, kde byl 25. července 1846 vysvěcen na kněze. Poté se stal vikaristou při katedrále sv. Ducha a následujícího roku protokolistou biskupské konsistoře, přičemž obýval vlastní domek na Pražském Předměstí, který byl znám svojí úhlednou zahradou, o níž se též staral vlastními silami. Účastnil se též místního spolkového života, je mj. autorem textu písně při svěcení nového praporu zdejší národní gardy (1848). Krátce zapisoval do městské kroniky a zajímavé je, že zatímco ostatní psali německy, on své zápisy formuloval výhradně česky. V roce 1856 byl vyznamenán tím, že od biskupa obdržel ostensorium canonic. O 6 let později pracuje jako tajemník konsistoře. Roku 1865 se stal konsistorním radou, v roce 1878 členem a roku 1890 arciděkanem katedrální kapituly. Zemřel 21. června 1901 v Hradci Králové.

## Činnost
Jeho dílo i činnost jsou dodnes neprávem opomíjeny. Byl velmi plodným náboženským spisovatelem. Kromě toho napsal řadu povídek i vědeckých úvah. Zároveň byl v roce 1849 redaktorem prvních královéhradeckých novin „Polabského Slovana“ a poté v roce 1851 založil časopis „Školník“, první český učitelský list. Psal však i do dalších novin a časopisů („Blahověst“, „Časopis katolického duchovenstva“, „Čech“, „Památky archeologické a místopisné“, „Pražské noviny“, „Vlasť“ a „Zlaté lístky“). Redigoval též „Věstník Hospodářského spolku v okolí králohradeckém“ (1874–1880, společně s Ladislavem Pospíšilem) a Hlasatele Hospodářského spolku pro okolí Hradce Králové“ (1880–1882).
Nejtrvalejší památku zanechal po sobě založením „Dědictví Maličkých“ v roce 1859, které až do roku 1899 řídil a o jeho prospěch se svědomitě staral. Svými podíly pocházejícími z pera Františka Pravdy a Josefa Ehrenbergra učilo počátkem 60. let 19. století českou mládež číst. Zvláštní je, že první ohlasy na tuto osvětovou činnost přišly ze zahraničí, ne z domova. V prosinci 1859 darovala na „Dědictví Maličkých“ 200 zl. r. č. sama císařovna Alžběta. Na světové výstavě v Paříži roku 1867 bylo „Dědictví Maličkých“ oceněno 2 zlatými medailemi. Vyrozumění o tom obdržel v diplomové listině z 1. července 1868. V roce 1890 zase papež Lev XIII. Udělil katedrální kapitule v Hradci Králové právo, užívat pontifikálie pro kanovníka arcijáhna, kterým byl právě Josef A. Šrůtek. Jak vidno, doma není nikdo prorokem, alespoň bylo jeho zásluh oceněno v zahraničí.
V roce 1849 byl aprobován k výuce matematiky a fyziky na středních školách. Jako pomocný učitel vyučoval češtinu na hradeckém gymnáziu (1851–1852) a na učitelském ústavu (1852–1854, obé zdarma), aby mohl již od mladých let podporovat u místních obyvatel, mnohdy němčících národních odrodilců, lásku k rodnému jazyku i zemi. Roku 1853 se stal činným členem společnosti českého Musea. Snažil se pomáhat i chudým studentům, v roce 1891 např. přispěl na štědrovečerní pohoštění chudých akademiků ve spolku „Družstvo Arnošta z Pardubic“. To již přistoupil za přispívajícího člena této organizace.

## Dílo
- Rýmovaný slovník nového druhu (1847)
- Loterie a pověra (Hradec Králové 1847)[17]
- Pěvkyně (1849, překlad díla Wilhelma Hauffa)[18]
- Rukověť k farní installaci (1850)
- Náměstky se (sebe) a svůj, osvětleny pravidly a příklady, kdy Čech užívá se neb sebe místo mne, tebe, jej atd., kdy svůj místo můj, tvůj atd., její, jeho a jejich (1850)[19]
- Liturgika (1852)
- Svatopostní epištoly a evangelia (1853)
- Modlitební knížka a mešní zpěvník (1853)
- Dívka z českých hor (1854)
- Život Pána a Spasitele našeho Ježíše Krista (1854, překlad díla Luise de Granady)
- Statistisch-topografisches Handbuch der Königingräzer Diözes: zum Gebrauche für Seelforger, Schullehrer, k.k. Behörden, Advokaten, Notare und Gefchäftsmänner überhaupt (1857)[20]
- Kdo se slzami rozsévá, s plesem pak zažívá (1858, překlad z latiny)